# Ashley Monroe
Ashley Monroe (Knoxville, 10 september 1986) is een Amerikaanse countryzangeres en songwriter.
Monroe had met de band Train in Nederland een hit met de single Bruises.

## NPO Radio 2 Top 2000
Van Ashley Monroe stond alleen Bruises (met Train) in 2013 in de NPO Radio 2 Top 2000, op plek 1949.
- Bibliothèque nationale de France: cb166215482 (data)
- Gemeinsame Normdatei: 1239097514
- International Standard Name Identifier: 0000 0003 7099 2896
- Library of Congress Control Number: no2012063233
- MusicBrainz: 63e42c4d-88b5-4d4e-b3a0-1330c14a6954
- Nationale Bibliotheek van Tsjechië: xx0199045
- Virtual International Authority File: 250429628
- WorldCat: E39PBJm4QvJykPdQBcP3v7KKh3